# 毛髮角化病
毛髮角化病（keratosis pilaris，KP）又称毛周角化病、毛角化病，俗称“鸡皮病”（chicken skin），是一种慢性、常见、常染色体显性遗传的毛髮角化性皮肤病，特征为出现可能发痒的“鸡皮样”小隆起（顶部尖锐的丘疹），并伴有不同程度的发红或炎症。多发生在四肢伸侧，也可发生于除掌跖部以外的全身各部位皮肤。
毛髮角化病常與“毛囊角化病”（Darier disease）混淆，實則是不同的疾病。
毛髮角化病常被誤以為是痤疮或是皮膚卫生清洗不乾淨。该病在幼儿期病例较少或病症不明显，但青春期阶段呈高发态势，后随着年龄增长而逐渐减轻直至消失。特点是症状冬季严重，夏季減緩。
臨床上，約40%至80%的青少年均會出現不同程度的毛髮角化問題，大部份更在10歲或之前便已出現徵狀。

## 相关因子
- 營養不良者（特別是缺乏維生素A）
- 環境的濕度低
- 空氣乾燥
- 焦油、油脂等某些刺激物
- 有遺傳家族史

## 症狀
- 大體來說，上臂外側和耳前部面颊是最常發生的地方，呈散在性分佈，顏色为膚色、紅褐色或棕色
- 患部皮脂腺管之開口處往往可見一顆顆大小如針頭般的小丘疹，内有白色角栓，硬化後導致毛孔閉塞
- 大部份的疹子仅会导致皮肤干燥，不痛不癢；但有炎性反应者患处皮肤则会多油、瘙痒甚至脱屑

## 治療
毛髮角化病由於病因与致病机制无法确认，而无法根治，但是現代科技可以達成大幅改善的效果，使用雷射除毛連帶破壞深層毛囊是一種方式，再配以果酸成分的外用軟膏是常見方法。